# 1333
- Wikisource

| Calendário gregoriano                                                        | 1333 MCCCXXXIII                                      |
| Ab urbe condita                                                              | 2086                                                 |
| Calendário arménio                                                           | 782 – 783                                            |
| Calendário bahá'í                                                            | -511 – -510                                          |
| Calendário budista                                                           | 1877                                                 |
| Calendário chinês                                                            | 4029 – 4030 Início a 17 de janeiro (aproximadamente) |
| Calendário copta                                                             | 1049 – 1050                                          |
| Calendário etíope                                                            | 1325 – 1326                                          |
| Calendários hindus - Vikram Samvat - Calendário nacional indiano - Cáli Iuga | 1388 – 1389 1254 – 1255 4433 – 4434                  |
| Calendário Holoceno                                                          | 11333                                                |
| Calendário islâmico                                                          | 733 – 734                                            |
| Calendário judaico                                                           | 5093 – 5094                                          |
| Calendário persa                                                             | 711 – 712                                            |
| Calendário rúnico                                                            | 1583                                                 |
| Calendário solar tailandês                                                   | 1876                                                 |

1333 (MCCCXXXIII, na numeração romana) foi um ano comum do século XIV do Calendário Juliano, da Era de Cristo, a sua letra dominical foi C (52 semanas), teve início a uma sexta-feira e terminou também a uma sexta-feira.
| Ano completo                       |
| ---------------------------------- |
| Ano comum com início à sexta-feira |

## Eventos
- 19 de julho — batalha de Halidon Hill, a última das guerras da independência escocesa.
- Fim do Período Kamakura e início da Restauração Kemmu no Japão.
- Iúçufe I Niar torna-se o sétimo sultão do Reino Nacérida de Granada, na sequência do assassinato do seu irmão Maomé IV; reinará até à sua morte em 1354.

## Mortes
- 25 de agosto (data do funeral) — Maomé IV, sexto sultão do Reino Nacérida de Granada desde 1325; assassinado  (n. 1315).